# Горак Роман Дмитрович
Рома́н Дми́трович Го́рак (нар. 17 січня 1942, м. Городок Ягеллонський, нині Городок, Львівська область, Україна) — письменник, прозаїк, есеїст, драматург, дослідник творчості Івана Франка, директор Львівського національного літературно-меморіального музею Івана Франка у 1993—2017 рр. Заслужений працівник культури України. Кандидат хімічних наук, професор. Почесний громадянин міста Городок.

## Життєпис
Народився 17 січня 1942 року в м. Городку Львівської області.
Навчався у Городоцькій семирічній школі № 3, а відтак у десятирічній школі № 2. 1964 року закінчив хімічний факультет Львівського державного університету імені І.Франка та аспірантуру  (1971). Кандидат хімічних наук (1972). Кандидатська дисертація: "Синтез и исследование некоторых химических свойств эфиров диселенфосфорных и трисенфосфорных кислот», специальность 02.072. Органическая химия. Львов-1972.  Винахідник СРСР.
Працював у вищих навчальних закладах України та науко-дослідних інститутах.
1974-1993 роки – старший науковий співробітник Львівського медичного інституту. 
1993-2017 роки – директор Львівського національного літературно-меморіального музею Івана Франка.
2002-2018 роки – професор  кафедри історії української літератури Львівського національного університету ім. Івана Франка.
Член Національної Спілки письменників України з 1988 року.

### Творча діяльність:
Окремими виданнями вийшли книги:
«Тричі мені являлася любов» (1983, 1987, 2006, 2018),
«У сутінках. Задля празника» (1989),
«Лесь Мартович» (1990, 2021),
«Городок» (1995, 2023),
«Дім на Софіївці» (1996),
«Стефан Ковалів» (1998, 2024),
«Месник Макомацький» (1996, 2008),
«Нащадки Івана Франка» (1997),
«Розвіяні вітром» (2002),
«Нагуєвичі, 1936» (1999),
«Трагедія Богдана Лепкого» (2002),
«Іван Франко та Жовківщина» (2004),
«Криворівня» (2004),
«Загублені на Журавенщині» (2005),
«Дорога до Жовтанців» (2006),
«Де верхи взносить наш Бескид гордий…» (2007),
«Твоє ім’я не вимовлю ніколи (2009),
«Лолин» (2009),
«Друга спроба» (2009),
«Вершини людського духу» (2009),
«Призабуті з Вовкова» (2010),
«Церква Благовіщення в Городку» (2010),
«Друзі з Добрівлян» (2010),
«Кров на чорній ріллі» (2010),
«Дім на Софіївці» (2010),
«Львів – місто Івана Франка « (2010),
«Дрогобич – місто юності Івана Франка» (2011),
«Прозвані юродивими. Есеї про Шевченка.» (2011),
«Прийдімо до Франка» (2011),
«Подільськими дорогами Івана Франка» (2012),
«Іван Керницький – поет з божої ласки» (2012),
«Третя варта. Есеї про Івана Франка.» (2012),
«Василь Стефаник» у трьох томах (2015–2017),
«Франкова Ясениця-Сільна» (2015), 
«Втеча у прірву. Есеї про Леся Курбаса» ( 2014),
«Бажав я для скованих волі» (2015),
«Кинути каменем. Есеї про Ірину Вільде» ( 2016),
«Запоки засурмить ангел» (2017),
«Львівські історії» (2016),
«Українські історії. Повернення додому» (2018),
«Журавлі відлетілі. Есеї про Квітку Цісик» ( 2018),
«Дітям про Маркіяна Шашкевича (2017),
«Вовчухи – село при дорозі» (2018),
«Борис Мірус, або той, хто хотів вбити Хрущова» ( 2019),
«Ольга Дучимінська, або Воскреслі дзвони...» (2020),
«Невідомий відомий Євген Гладишевський» (2020),
«Андрей Шептицький. Біографія» (2020),
«Василь Стефаник. Біографія» (2020).
«Сотворені собою» (2020),
«Ремель. Трагедія на світанку» (2020),
«Під знаком Дамоклового меча» (2021),
«Поцілунок самотності» (2021),
«Лесь Мартович. Біографія» (1990, 2021),
«Академік Роман Кучер» (2021),
«Герої Заставського передмістя (2023),
«Богдан Лепкий. Біографія» (2023),
«Воскресла з попелу» (2023),
«Як не я, то хто?» (2023),
«Місія» (2024),
«Між людьми» (2024),
«Іван Самотос» (2025),
«Леся Кривицька. З історії українського театру» (2025),
«Охоронці скарбу» (2025),
«Дорога Михайла Дмитріва (2025),
«Ностальгія Михайла Біласа» (2025).
У співавторстві з Ярославом Гнатівим вийшло 10 книг про Івана Франка (із задуманих 12-ти):
- 1. «Рід Якова» (2000)
- 2. «Цілком нормальна школа» (2001)
- 3. «Гімназія» (2002)
- 4. «Університет» (2004)
- 5. «Не пора!» (2005)
- 6. «В поті чола» (2005)
- 7. «Протистояння» (2006)
- 8. «Роки страждань» (2007)
- 9. «Катастрофа» (2008)
- 10. «Quo tendis» (2009) у двох частинах — «Відхід» і «У притворі вічності». ·   Десятитомник відзначено Національною премією України ім.Т. Шевченка.

Упорядник та редактор першого повного видання полілогії «Мазепи» Богдана Лепкого (1992-1994. «Дніпро»), «Мотря» (1991, «Червона Калина») та творів заборонених і забутих письменників:  В’ячеслава Будзиновського (у двох томах, «Дніпро»), першовидання творів Катрі Гриневичевої, Володимира Островського, Василя Загаєвича, Михайлини Рошкевич, Ольги Дучимінської, Івана Керницького, Василя Ткачука, Софії Парфанович, Олесі Бажанської, Софії Яблонської.
        Упорядник та автор передмов та післямов до низки творів Івана Франка.
        Автор близько 60 наукових статей та авторських свідоцтв у галузі хімії, один з авторів штучної крові та діапозитивів тексту, а також понад 530 наукових статей з літературознавства та мистецтвознавства, надрукованих у різних наукових журналах та виданнях.
        Кіносценарист, автор театральних постановок та авторських програм на радіо та телебаченні. Автор сценаріїв телевізійних фільмів про Івана Франка: «Рідне село Франка», «Адреси генія у Львові», «Дрогобич — місто юності Івана Франка», «Іван Франко і Львівський університет», «Іван Франко».
         На сцені Львівського національного  українського академічного театру ім. Марії Заньковецької здійснено постановки його драм: «Картка любові», «Артистка», «Святомиколаївський вечір», «Поцілунок самотності» «Та, котру любили» «Спогад про Саломею» та «Божевільна», з яких дві останні отримали гран-прі на міжнародних фестивалях, а «Картка любові»  витримала 250 показів.
        Автор лібрето опери М.Волинського «Данило Галицький». 
Лауреат премій:
ім. Михайла Возняка в області літературознавства (2006),
«Золота фортуна» міжнародної академії наук (2006),
ім. Івана Франка (2007), 
ім. Ірини Вільде (2015),
ім. Василя Стефаника (2016),
Міжнародної премії Українського Вільного університету (США, 2021),
Міжнародної премії ім. Пантелеймона Куліша (2022),
Республіканської премії ім. братів Лепких (2023),
Республіканської премії ім. Стефана Коваліва (2023),
Національної премії України ім. Т.Шевченка (2011).  
Відзнаки:
Відзнака Президента України — ювілейна медаль «20 років незалежності України» (19 серпня 2011)
Орден святого апостола Андрія Первозваного (2024).